# 米兰妮·让帕诺米
米兰妮·让帕诺米（法語：Mylène Jampanoï，1980年7月12日—）是一位法国女演员。

## 生平
米兰妮·让帕诺米1980年7月12日出生于法国普罗旺斯地区艾克斯，其母亲是法国人，父亲是华人。 她同印度模特和演员米林德·索曼在拍摄电影《鲜花山谷》时相识，2006年在印度果阿结婚，后于2009年离婚。她因在电影《殉难者》中的扮演的露茜而为世界观众所熟知。